# Elisa Stella
Elisa Stella (Córdoba, Argentina;15 de junio de 1935) es una actriz argentina, nacionalizada venezolana. Cuenta con más de 40 años de trayectoria tanto en cine, doblaje, teatro y la televisión.

## Biografía
Elisa nació en el 15 de junio de 1933 en Córdoba, Argentina. Tras algunos papeles secundarios en teatro debuta en 1954 como actriz en la Avenida Corrientes en Buenos Aires, sin embargo se ve obligada al exilio perseguida por la dictadura argentina que le prohíbe presentarse en cartelera. Al año siguientese radica en México y luego en 1956 se establece en Caracas donde comienza una nueva carrera fnfocada en el teatro. Pasó muchos años trabajando en el teatro y debutó en el cine en el año 1971 con la película El ángel de la muerte. Después de esta película, debuta en la televisión en el año 1975, con Valentina, donde interpreta a La Gata. A lo largo de su carrera ha desarrollado varios papeles principales en las telenovelas, como Isabel en La mujer de Judas, Doña Elena en Mi gorda bella e Inginia Domínguez en La soberana. 
En el año 1978, apareció en La fiera, donde interpretó a Blanquita. En el año 1976 interpretó a Elena Villacastín en la telenovela Carolina, después de sus primeras 3 producciones decidió abrirse a otras empresas, pero RCTV, fue la empresa con la que hizo más producciones a lo largo de los años. Después de 10 años de teatro vuelve a la televisión en el año 1986, con Atrévete. En el año 1988, participa en Señora, donde interpreta a Eloísa. En 1989 participa en otra telenovela titulada Amanda Sabater.
En 1990, participa en Caribe, interpretando a Matilda. En el año 1992, participa en la película Ángel, donde interpreta a Felicia Pérez. Un año después participa en La hora de la verdad, como Bianca. Vuelve a televisión con El desafío, donde interpreta a Cecilia. En el año 1996, participa en Volver a vivir, como Adelina. En el año 1999, participa en Carita pintada, donde interpretó a Belén de Medina. En el 2001, participa en La soberana, donde interpretó a Inginia Domínguez. En el 2002, también participa en La mujer de Judas como Isabel. Un año después año actúa en, "Mi Gorda Bella", como Doña Elena. Después de esto participa en 2 obras de teatro tituladas Ladrona de almas y, recientemente, Venecia. Por ahora no se la ha visto en más telenovelas.

## Filmografía

### Telenovelas
- Valentina - La Gata (RCTV, 1975)
- Carolina - Elena Villacastín (RCTV, 1976)
- La fiera - Blanquita (RCTV, 1978)
- Diana Carolina (Venevisión, 1984)
- Atrévete - Doña Amanda (RCTV, 1986)
- Señora - Doña Eloísa (RCTV, 1988)
- Amanda Sabater - Doña Eva Ávila (RCTV, 1989)
- Caribe - Doña Matilda (RCTV, 1990)
- Carmen querida - Doña Berenice De Martucci (RCTV, 1990)
- El desafío - Cecilia San Vicente Vda. de García (RCTV, 1995)
- Volver a vivir - Doña Adelina Parra (RCTV, 1996)
- María de los Ángeles - Andrea María (RCTV, 1997)
- Niña mimada - Isabelia Pereira Vda. de Echegaray (RCTV, 1998)
- Carita pintada - Belén de Medina (RCTV, 1999)
- La soberana - Inginia Domínguez (RCTV, 2001)
- La mujer de Judas - Isabel (RCTV, 2002)
- Mi gorda bella - Doña Elena (RCTV, 2002)
- El gato tuerto - Doña Elisa (Televen, 2007-2008)
- Si me miran tus ojos - Isabel (Venevisión, 2009-2010)
- Guerreras y Centauros -  Anciana María Marta (TVes, 2015)

### Películas
- La hora de la verdad, 1993.
- Ángel, 1992 - Felicia.
- El ángel de la muerte, 1971.

### Teatro
Algunas de las obras de teatro en que participó son:
- Ladrona de almas
- Venecia
- El reñidero

## Doblaje
Elisa, además de su trayectoria muy larga en televisión y teatro, también ha hecho doblaje para series de Televisión.
Etcétera Group (1983/1998) 
- Renata Dumont (Tereza Rachel) en Loco amor
- Odette Roitman (Beatriz Segall) en Vale todo
- Martha (Laura Cardoso) en Fiera radical
- Juno (Sylvia Sidney) en Beetlejuice, el súper fantasma
- Olga Portela (Fernanda Montenegro) en El dueño del mundo
- Reina Isabel (Mark Slaughter) en Animaniacs
- Filomena Ferreto (Aracy Balabanian) en La próxima víctima
- Marieta Berdinazzi (Eva Wilma) en El rey del ganado
- Leonor (Eloisa Mafalda) en Por amor